# Marco Antonio Di Renzo
Marco Antonio Di Renzo es un ciclista italiano nacido el 1 de agosto de 1969 en Plochingen (Alemania). Debutó como profesional en 1996 con el equipo Cantina Tollo donde permaneció hasta su retirada a finales de la temporada 2000.

## Palmarés
1996
- 1 etapa de la Settimana Coppi e Bartali
- 2 etapas del Tour de Eslovenia
- 1 etapa de la Vuelta a España

1998
- Tour de Vendée

## Resultados en las grandes vueltas
| Carrera         | 1996  | 1997  | 1998 | 1999 | 2000 |
| --------------- | ----- | ----- | ---- | ---- | ---- |
| Giro de Italia  | -     | 112.º | 94.º | -    | -    |
| Tour de Francia | -     | -     | -    | -    | -    |
| Vuelta a España | 102.º | Ab.   | -    | -    | -    |
| Mundial en Ruta | -     | -     | -    | -    | -    |

-: no participa

Ab.: abandono